# Erland Strandmark
Erland Strandmark, född den 14 november 1907 i Stockholm, död den 26 mars 2002 i Vittsjö församling, var en svensk jurist. Han var son till Sigfrid Strandmark och far till Ulf Strandmark. 
Strandmark avlade juris kandidatexamen vid Stockholms högskola 1930. Han genomförde tingstjänstgöring 1930–1933 och var länsnotarie, stadsfiskal, landsfiskal och landsfogdeassistent i olika län 1933–1937. Strandmark var landsfogde i Kalmar län 1938–1943, i Västerbottens län 1944–1953 och i Östergötlands län 1954–1958. Han blev statsåklagare i Malmö 1958 och var länsåklagare där 1965–1973. Strandmark var krigsfiskal 1942–1948 och tullfiskal i Malmö 1959–1973. Han var vice ordförande i Malmöhus läns civilförsvarsförbund 1959–1975 och ordförande i Malmö civilförsvarsförening 1959–1968. Strandmark blev riddare av Nordstjärneorden 1950. Han vilar på Vittsjö kyrkogård.